# Ruschia patens
Ruschia patens är en isörtsväxtart som beskrevs av L. Bol. Ruschia patens ingår i släktet Ruschia och familjen isörtsväxter. Inga underarter finns listade i Catalogue of Life.